# Kepler-131 c
Kepler-131c è un esopianeta che orbita attorno alla nana gialla di classe G4 Kepler-131, ad una distanza di 0,1684 UA, attorno alla quale compie una rivoluzione ogni 25,5 giorni terrestri. Dista 746 anni luce dal nostro sistema solare e si trova nella costellazione della Lira.

## Scoperta e caratteristiche
È stato scoperto con il metodo del transito dal telescopio spaziale Kepler della NASA. Sebbene si tratti di un pianeta avente un raggio leggermente più piccolo di quello terrestre (circa 0,84 raggi terrestri), possiede una massa di 8,25+5,9
−5,9 M⊕  oppure, in masse gioviane, 0,026+0,018
−0,018 MJ, il che lo ha portato ad essere considerato l'esopianeta più denso mai scoperto, con una densità stimata di 77,7 g/cm³, più denso di qualsiasi elemento chimico della tavola periodica. È stato classificato come pianeta potenzialmente di tipo roccioso, precisamente come una superterra. Si tratta del secondo esopianeta scoperto attorno alla stella Kepler-131, dopo Kepler-131 b.